# 鶴蒔靖夫
鶴蒔 靖夫（つるまき やすお、1938年 - ）は日本の実業家、ラジオパーソナリティ。
樺太（現サハリン州）生まれ、北海学園大学経済学部中退。フリーライターとして独立。大宅壮一に師事。雑誌「人物評論」の編集主幹を経て、評論家、ラジオパーソナリティとして活動した。株式会社IN通信社（アイエヌ通信社、「IN」はインターナショナル・ニュースの略、1964年3月創立、2023年2月破産手続開始、2023年6月清算終了）の代表を務めていた。
1984年7月から2022年8月末までアール・エフ・ラジオ日本で冠番組『こんにちは!鶴蒔靖夫です』（2020年4月から『話のキャッチボール』に改題）を担当した。

## 主な著作

### 「20世紀企画」（現存せず）
- 『ガードマンの世界』 1971年 (現代組織を考える)
- 『ほっかいどう再発見　―大自然は誰のものか―』1971年
- 『保険王国の光と影　―働き蜂<外務員>100万匹の悲劇―』1971年 (現代組織を考える)
- 『天下一家物語　―行動する"救け合い運動"の思想と真相』1971年 (現代組織を考える)
- 『海からの告発　―「日本列島改造」の光と影―』1972年
- 『告発戦争』1972年
- 『APO商法の秘密　―一億総"変身"時代の幕開き―』1973年
- 『現代“世直し”の神々　―内村健一の世界―』1974年
- 『新潟再発見　―観光開発に賭ける人間群像―』1974年
- 『第3次元商法　―独立成功への秘密―』1974年
- 『燃えるウチナンチュー（沖縄人）の詩　―沖縄財界の総帥国場幸太郎とその一族―』1975年
- 『山口隆祥研究　―弱冠32歳で巨億の富を築いた男―』1975年

### 自費出版（IN通信社刊）
- 『裸の藤原弘達　―創価学会を斬った男―』1970年
- 『帝京大学が世界のトップテンになる日　―誰も書かなかった冲永荘一の実像』1992年
- 『日本一小さな大企業: 頭脳集団「図研」の世界戦略』1994年 ISBN 4872180836
- 『地域おこしの知恵　―久門渡が行動する「ファーム」ビジネス―』 1995年 ISBN 9784872180909
- 『続・帝京大学が世界のトップテンになる日　―大学が変わらなければ日本は変わらない』1996年
- 『黒ダルマの知恵 : ルートインジャパン : 創業者・永山勝利限りなきロマンへの挑戦』2005年
- 『日本和装の挑戦　―革命児・吉田重久が「きもの業界の常識」を超える!』2007年
- 『未来という名の子どもたちへ　―三幸学園の挑戦』2007年
- 『加計学園グループの挑戦　―先賢の志で切り開いた私学教育の道』2011年
- 『二松學舍大学の挑戦　―時代を超えて受け継がれる建学の精神』2015年
- 『進化するコインパーキング　―ユーザーファーストで実現する安心・安全・快適な駐車場ネットワーク―』2017年
- 『医学部受験富士学院の軌跡と奇跡　―選抜制をとらずに生み出す圧倒的な合格力の秘密』2017年
- 『信頼が絆を生む不動産投資　―片手に理想、片手にそろばんを 超堅実経営で不動産業界の常識を変えるAZESTグループの知的戦略-―』2017年